# Augnebreen
De Augnebreen is een gletsjer op het eiland Barentszeiland, dat deel uitmaakt van de Noorse eilandengroep Spitsbergen.
De gletsjer is vernoemd naar het meer Auga op het Barentszeiland.

## Geografie
De gletsjer ligt in het noordoosten van het eiland en is zuid-noord georiënteerd met een lengte van ongeveer vijftien kilometer. Hij komt vanaf de Barentsjøkulen en mondt in het noorden uit in de Olgastretet.
Ten westen van de gletsjer ligt de gletsjer Besselsbreen die parallel aan de Augnebreen naar het noorden uitmondt. Ten zuidoosten liggen de kleinere gletsjers Handbreen, Willybreen, Isormen, Barthbreen en de iets minder kleine gletsjer Reymondbreen.